# Сиязьма (ручей)
Сия́зьма — ручей в Ардатовском районе Нижегородской области России. Устье ручья находится на 30 км по левому берегу реки Лемети в границах рабочего посёлка Ардатов. Исток находится примерно посредине между сёлами Кармалейка и Чуварлей-Майдан. В среднем течении протекает через село Сиязьма. Длина ручья составляет 14 км, ручей не имеет постоянных притоков.
Некоторые источники именуют ручей рекой Сиязма.

## Данные водного реестра

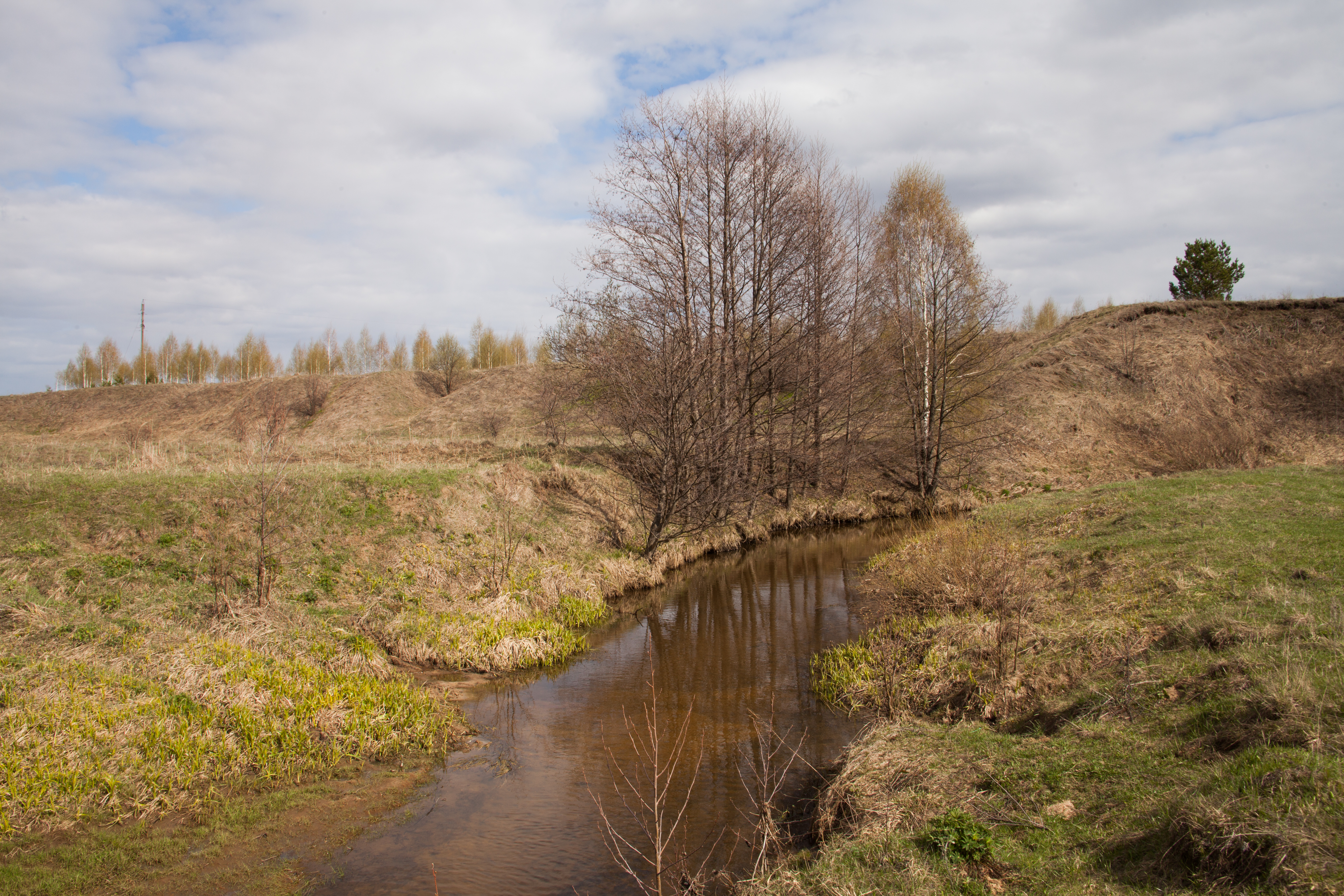
Сиязьма в нескольких сотнях метров от устья

По данным государственного водного реестра России относится к Окскому бассейновому округу, речной подбассейн — Ока ниже впадения реки Мокша, водохозяйственный участок — Тёша от истока до устья.
Код в государственном водном реестре — 09010300212210000030622.

## Этимология
Название ручья происходят от финно-угорских корней «сись» — гнилой и «ма» — гидроформант, обозначающий землю, территорию.